# Ouilly-du-Houley
Ouilly-du-Houley är en kommun i departementet Calvados i regionen Normandie i norra Frankrike. Kommunen ligger i kantonen Lisieux 1er Canton som ligger i arrondissementet Lisieux. År 2022 hade Ouilly-du-Houley 254 invånare.

## Befolkningsutveckling
Antalet invånare i kommunen Ouilly-du-Houley
Referens:INSEE